# آمونیوس آتنی
آمونیوس آتنی (یونانی: Ἀμμώνιος) که گاهی آمونیوس مشایی نامیده می‌شود، فیلسوفی بود که در قرن اول پس از میلاد در آتن تدریس می‌کرد. او معلم پلوتارک بود که آموخته‌های او را می‌ستود، و او را به بحث در مورد دین و آداب مقدس معرفی می‌کند. پلوتارک زندگی‌نامه‌ای از او نوشت که دیگر موجود نیست و همچنین از استاد آمونیوس در آثار دیگری مانند از ای در دلفی در مجموعه رساله‌های معروف به مورالیا یاد کرد. بر اساس اطلاعات ارائه شده توسط پلوتارک، آمونیوس در آثار ارسطو متخصص بود، اما با این وجود ممکن است او یک فیلسوف افلاطونی باشد تا مشایی.
او ممکن است آمونیوس لامپره باشد که توسط آثنئیوس به عنوان نویسنده کتابی در مورد قربانگاه‌ها و قربانی‌ها نقل شده است. آتنائوس همچنین از اثری در مورد یک فاحشه آتنی نام می‌برد که توسط یک آمونیوس نوشته شده است.